# Sekáči
Sekáči (Opilionida) jsou řád pavoukovců. Vyznačují se srostlou hlavohrudí se zadečkem a dlouhými končetinami. Živí se hmyzem a jinými drobnými bezobratlými. Byly nalezeny dobře zachovalé fosílie staré 400 milionů let. Naznačují, že základní stavba těla sekáčů se od té doby příliš nezměnila. Navzdory podobnosti vzhledu s pavouky a některými velkými roztoči jsou vývojově nejbližšími příbuznými sekáčů štíři.

## Anatomie
Tělo sekáčů je kompaktní (není jako u pavouků rozčleněno na hlavohruď a zadeček), nápadné je na něm zřetelné článkování. Nohy sekáčů jsou velice dlouhé a jejich konce bývají druhotně členěny, takže mají charakter jakýchsi „chapadélek“, která umožňují ovíjení stonků trav při pohybu nebo lepší uchopení potravy. Nohy sekáčů se mohou velmi snadno uvolnit, je to součást sebezáchovy jedince. Tomuto jevu se říká autotomie. Noha sebou po odlomení velmi dlouho seká – odtud pochází český název těchto pavoukovců.
Klepítka sekáčů jsou tříčlánková, zakončená klepítkovitě. Makadla poněkud připomínají nohy, ale jsou mnohem kratší. Na hlavové části se nachází hrbolek, na jehož bocích se nalézá po jednom oku. Jedové ani snovací žlázy nejsou u sekáčů vyvinuty.
Samčí pohlavní orgán je protažen v nápadný kopulační orgán (penis), kterým je sperma při páření přiváděno přímo do pohlavního otvoru samice.

## Potrava
Většinou jsou sekáči všežravci. Živí se především drobným hmyzem a mnoha druhy rostlin a hub. Někteří jsou mrchožrouti, krmí se mrtvými organismy, trusem ptáků a podobně. Velká variabilita potravy je u pavoukovců poměrně nezvyklá, bývají spíše dravci. Většina loví kořist ze zálohy, někteří loví i aktivně. Protože jejich oči nemohou vytvořit celkový obraz prostředí, používají svůj druhý pár nohou jako tykadla k prozkoumání okolí. Na rozdíl od většiny pavoukovců nemají sací nebo filtrovací ústrojí. Polykají malé částečky potravy, čímž jsou zranitelnější vůči vnitřním parazitům.

## Chování

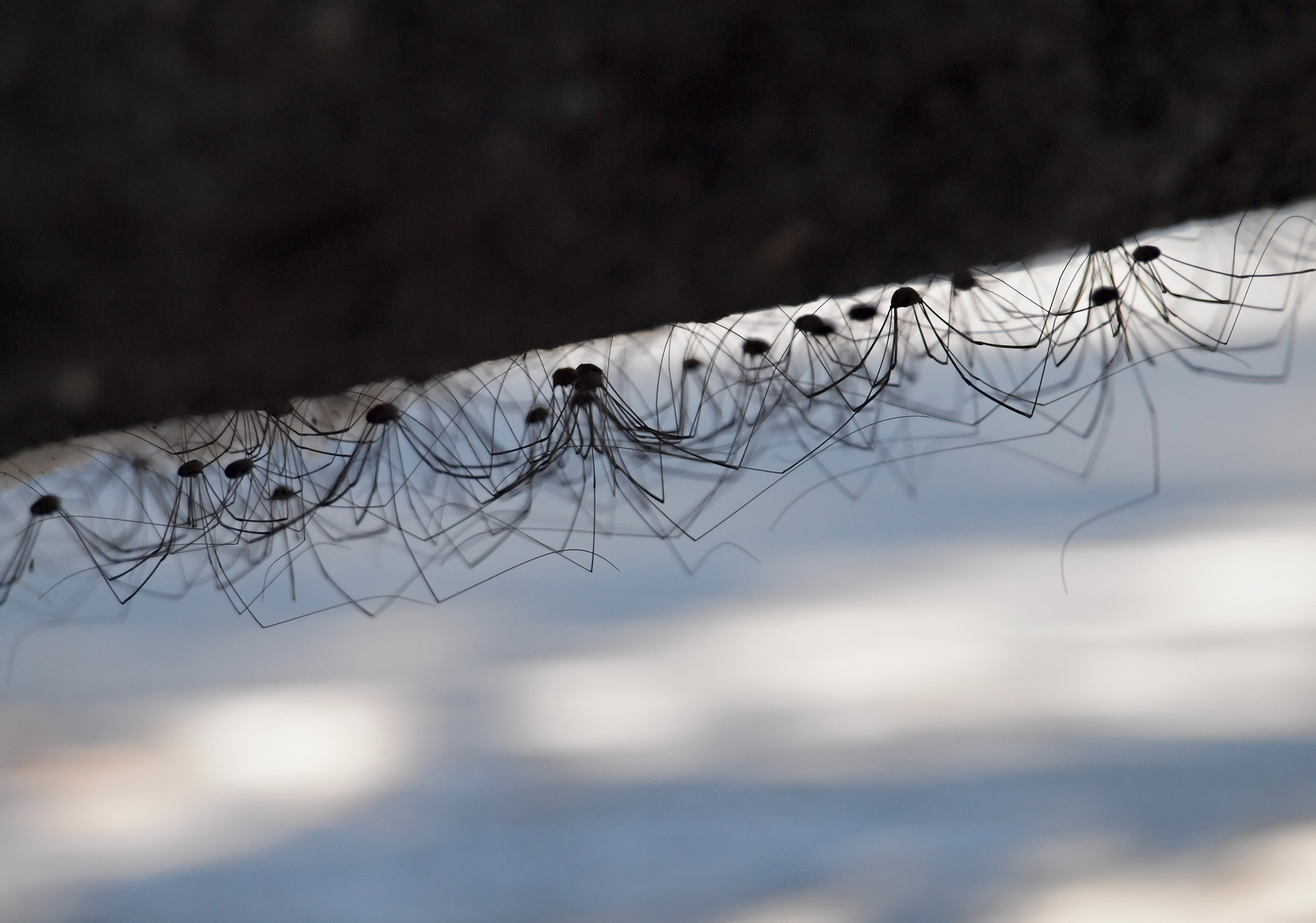
Společenské chování sekáčů

Mnoho druhů sekáčů bez problémů toleruje členy vlastního druhu. V seskupení mnoha jednotlivců se často nacházejí v chráněných místech v blízkosti vody. Tyto skupiny mohou čítat stovky až několik tisíc jedinců, záleží na druhu. Tvoření skupin je pravděpodobně strategií proti predátorům, kombinují účinky pachů sekretu a snižují pravděpodobnost sežrání konkrétního jedince.
Jako obranu proti predátorům, jimiž jsou ptáci, savci, obojživelníci a pavouci, si některé druhy sekáčů lepí na tělo různé úlomky, jiné při vyrušení hrají mrtvého. Mnohé druhy sekáčů provádějí autotomii. Některé druhy, především dlouhonohé, vibrují tělem, aby predátora zmátly nebo zaplašily. Toto chování je podobné, ale nesouvisející s chováním pavouka třesavky, která vibruje sítí. Některé druhy vypouštějí z pachových žláz látky, které mohou odradit větší dravce a jsou účinné i proti mravencům.

## Reprodukce
Ačkoli se vyskytují i partenogenetické druhy, většina sekáčů se množí pohlavně. Samci některých druhů před pářením produkují z chelicer sekret na samičky. Některé druhy po kopulaci chrání samici, mnohé druhy brání své území. Samice kladou vajíčka kladélkem do různých štěrbin krátce po páření nebo až o několik měsíců později. Dále se většinou o osud potomků nestarají.
Výjimečně některé druhy staví pro vejce hnízda. Samci některých druhů hlídají vejce, která mají s více partnerkami; chrání je i proti samicím, které vejce požírají. Někteří samci vejce pravidelně čistí. V závislosti na okolnostech, jako je teplota, se mládě může z vejce vylíhnout po uplynutí 20 dnů až asi půl roku po kladení. Sekáči procházejí čtyřmi až osmi instary (svlečeními), než dosáhnou dospělosti. Většina známých druhů má šest instarů.

## Výskyt
V prosinci roku 2011 bylo objeveno již více než 6500 druhů sekáčů po celém světě. V Česku žije 37 druhů sekáčů, např. sekáč domácí nebo sekáč rohatý. Do roku 2008 bylo na území České republiky nalezeno 34 druhů sekáčů , později se objevily druhy Platybunus pinetorum, Leiobunum sp. A a Amilenus aurantiacus.